# Norton Commander
Norton Commander (NC), també conegut com a Comandant Norton, és un gestor de fitxers usat en l'època en què el Sistema operatiu de disc predominava als ordinadors PC compatibles. La principal utilitat d'aquest programa és poder realitzar qualsevol operació amb fitxers i directoris (crear, moure, copiar, esborrar, trobar) sense haver d'usar els comandaments del shell de DOS (fitxer: COMMAND.COM), el que permet una major eficiència en la gestió.

## Dades
La facilitat d'ús de NC està basada en la possibilitat de tenir dos objectes de manipulació de fitxers enfrontats en qualsevol moment. Després de començar el programa, l'usuari veu dos panells amb llistes de fitxers, que poden ser configurats fàcilment per mostrar informació sobre l'altre panell, un arbre de directoris, o altres opcions. A la part inferior de la pantalla, NC mostra una llista de comandaments, perllongada segons es necessiti amb les tecles CTRL i ALT. Així, sense usar molt el ratolí (la funcionalitat de ratolí va ser integrada al voltant de la versió 3.0), l'usuari pot realitzar moltes accions de manipulació de fitxers d'una manera ràpida i eficient. A més, el visor de text incorporat (s'obre amb F3) i l'editor (F4) van fer de NC l'eina de Sistema operatiu de disc per als usuaris experimentats.

## Història
Després que Microsoft llancés el seu sistema operatiu Windows 95 i molts usuaris emigressin al nou sistema gràfic, va baixar la popularitat de NC a causa de l'èxit de l'Explorador de Windows i l'absència de suport de l'estàndard de Noms de fitxer Llargs (NAL, LFN en anglès). No obstant això, Symantec va llençar NC 5.51, el qual suporta noms llargs de fitxers i va tornar a ser útil en una partició típica de Windows. NC 5.51 utilitza l'API LFN, i si l'usuari vol utilitzar noms llargs, ha de treballar en una GUI Windows, o en presència de DOSLFN o algun TSR semblant treballant en Sistema operatiu de disc pur. Si no, la manera de suport per a noms llargs no funcionarà i NC 5.51 hauria de truncar els noms llargs.
Tot i el descens en el seu ús, Norton Commander va ser molt popular durant l'era del Sistema operatiu de disc i ha estat copiat extensament. Aquests programes es descriuen més avall.
Després d'alliberar-se el NC tradicional 5.51 amb suport de noms llargs, el 1999 Symantec va introduir una nova versió gràfica: Norton Commander per Windows. Aquesta versió s'integra completament amb Windows (suporta noms llargs encara més sofisticats i la Paperera de reciclatge) i integra també un programa de Vista Ràpida que permet veure fitxers tals com documents de diversos programes de Microsoft Office, en un dels panells. L'última versió per Windows de Norton Commander, la 2.01, va ser llançada al mercat l'1 de febrer de 1999.
Va existir també la versió 7.0 que va funcionar perfectament amb Windows 95, funciona fins a l'actualitat amb Windows 7, configurant que els fitxers eliminats els esborri directament sense enviar a la paperera de reciclatge, ja que Windows va canviar la manera de referenciar la paperera. Per a molts usuaris antics i col·leccionistes, Norton Commander és una peça de programari valorat i un objecte de nostàlgia dels anys 80, començant a ser menys comú i més valuós segons passa el temps.

## Programes similars
- Total Commander per a Windows.[3]
- Double Commander disponible per a la majoria de sistemes (Windows, GNU/Linux/FreeBSD i macOS)
- Altap Salamander per Windows (antigament conegut com a Servant Salamander)
- PCTools per Sistema operatiu de disc.[4]
- FAR Manager per Windows
- Free commander per a Windows
- Midnight Commander principalment per a sistemes Unix i derivats, però també funciona en Windows i Mac OS X. També hi havia una versió escrita en GTK+1.2, el Gnome Midnight Commander o GMC, disponible a GNOME 1.2 i 1.4
- MuCommander multi-plataforma (basat en Java)
- Volkov Commander per Sistema operatiu de disc
- Xplorer ² Arxivat 2013-03-18 a Wayback Machine. per a Windows (Versió Lite gratuïta)
- XYplorer per a Windows.

També hi ha altres aplicacions amb l'aspecte del Norton Commander però amb diferents funcionalitats, com arxivadors, editors hexadecimals, etc. La majoria són eines de DOS.
- Commandline ACE, és un arxivador per a DOS i Windows, l'únic compressor OFM que suporta noms llargs de fitxer (LFN)
- Hiew: editor hexadecimal i desassemblador
- Pksmart: empaquetador EXE per a DOS
- WinRAR: arxivador (compressor) per a DOS i Windows.[5]
- RAX: arxivador (compressor) per a DOS